# Cvjetko Popović
Cvjetko Popović (cyrilicí: Цвјетко Поповић; 1896, Prnjavor – 9. června 1980, Sarajevo) byl bosenský Srb zapletený do atentátu na Františka Ferdinanda d'Este.

## Životopis

### Mládí a atentát
Cvjetko Popović se narodil roku 1896 v Prnjavoru na území dnešní Bosny a Hercegoviny. Jako osmnáctiletý student vstoupil do organizace Mladá Bosna a následně ho a jeho přítele Vasa Čubriloviće naverboval Danilo Ilić k pomoci na atentátu na arcivévodu Františka Ferdinanda d'Este. Stalo se tak, podle jeho výpovědi, krátce po Velikonocích.
V neděli 28. června 1914 byl jedním ze sedmi atentátníků, kteří měli následníka trůnu zabít. Když však projížděla kolona, neodvážil se zaútočit na vůz. Později byl však následník trůnu a jeho žena zavražděni Gavrilem Principem. Princip a Nedeljko Čabrnović byli zadrženi a předvedeni na policii, načež po mučení prozradili jména svých spolupracovníků. Cvjetko Popović byl dopaden a předveden před soud. Všichni účastníci byli uznáni vinnými, avšak rakousko-uherské právo zakazovalo trest smrti pro osoby mladší dvaceti let. Nedjelko Čabrinović, Gavrilo Princip a Trifko Grabež proto dostali maximální trest dvacet let, Vaso Čubrilović byl odsouzen na 16 let a Popović na 13 let. Trest vykonávali v Terezíně.

### Po válce
Cvjetko Popović byl propuštěn v listopadu 1918 poté, co si odseděl čtyři roky. Po svém propuštění se vrátil do školy, tentokrát však jako profesor filosofie a nakonec se stal kurátorem entografického oddělení sarajevského muzea.
Noc před 50. výročím atentátu se Popović zúčastnil přednášky o atentátu, avšak nezúčastnil se žádné připomínkové akce po celém městě. Uvedl, že by se atentátu nezúčastnil, kdyby věděl, že to povede k válce.
U příležitosti 55. výročí události v červnu 1969 poskytl tehdy třiasedmdesátiletý Popović rozhovor, ve kterém atentát rozebíral.
Cvjetko Popović zemřel v Sarajevu 9. června 1980 ve věku 84 let. Vaso Čubrilović tak zůstal jediným přeživším atentátníkem. Čubrilović zemřel o 10 let a dva dny později ve věku 93 let.